# Pat Jones (cầu thủ bóng đá)
Patrick James Jones (sinh ngày 7 tháng 9 năm 1920 - tháng 12 năm 1990) là một cựu cầu thủ bóng đá người Anh thi đấu ở vị trí hậu vệ biên.

## Sự nghiệp thi đấu
Jones khởi đầu sự nghiệp với Astor Institute ở vùng Plymouth nhưng phải đợi đến năm 1947 để thi đấu cho câu lạc bộ Football League Second Division Plymouth Argyle vì Thế chiến thứ II. Ông có màn ra mắt trước Coventry City vào tháng 5 năm 1947 và thi đấu ở vị trí hậu vệ trái trong 10 năm sau đó. Jones có 441 lần ra sân cho The Pilgrims trên mọi đấu trường, ghi 2 bàn thắng. Sau sự nghiệp thành công với câu lạc bộ, ông chuyển sang bóng đá non-league với St Austell lúc 37 tuổi. Không may khi không có nhiều thông tin về ông sau khi giải nghệ.

## Danh hiệu
Football League Third Division South
- Vô địch (1): 1951-52